# Bernat de Pont
Bernat de Pont o també de Ponte i desPont (?, segle xiii - ?, segle XIV) fou veguer de Lleida de Barcelona i del Vallès. Per ordre del rei Jaume el Just, i com a veguer de Lleida, participà en l'assalt al Castell de Montfalcó, el març de 1302. Al juny de 1302, se'l menciona "veguer i cúria de Lleida". L'abril de l'any 1305, Bernat encara era veguer de Lleida. Els anys següents encara està documentat com a veguer de Lleida. L'any 1310, ja es troba documentat com a veguer de Barcelona. I poc més tard, cap a l'octubre del mateix any, apareix com a veguer de Barcelona i del Vallès.